# Gare de Figeac
Gare de Figeac – stacja kolejowa w Figeac, w departamencie Lot, w regionie Oksytania, we Francji.
Jest stacją Société nationale des chemins de fer français (SNCF), obsługiwaną przez pociągi TER Midi-Pyrénées.